# Christophe Gueugneau
Christophe Gueugneau est un journaliste français né le 14 août 1978.

## Biographie
Après des études de Lettres puis de journalisme, il intègre le site nouvelobs.com en juillet 2000, d'abord en tant que stagiaire, puis en tant que rédacteur. Rédacteur en chef adjoint du site de 2003 à 2009, il devient rédacteur en chef en mai 2009. Il rejoint en janvier 2011 la rédaction de Mediapart, au Central.
Son travail couvre en particulier les problématiques liées au réchauffement climatique et l'univers des « climato-faussaires ».
Christophe Gueugneau est par ailleurs auteur, avec son collègue Jérôme Hourdeaux, d'un livre retraçant dix faits divers, Les Ados tueurs (éditions First, juin 2006).